# Gare de Zurich Aéroport
La gare de Zurich Aéroport (appelée en allemand Bahnhof Zürich Flughafen) est une gare ferroviaire située sur le territoire de la commune suisse de Kloten dans le canton de Zurich. La gare dessert l'aéroport international de Zurich.

## Situation ferroviaire
Établie à 413 mètres d'altitude, la gare de Zurich Aéroport est située au point kilométrique 9,6 de la ligne Zurich Oerlikon–Kloten/Zurich Aéroport–Effretikon, entre les gares de Zurich Oerlikon (en direction de Zurich) et de Bassersdorf (en direction de la gare de Winterthour).
Gare souterraine, elle est dotée de quatre voies et de deux quais.

## Histoire
La gare a été inaugurée en 1980, bien que les premières études sur sa construction aient commencé en 1971, alors que l'aéroport était encore en plein développement,.

## Service des voyageurs

### Accueil

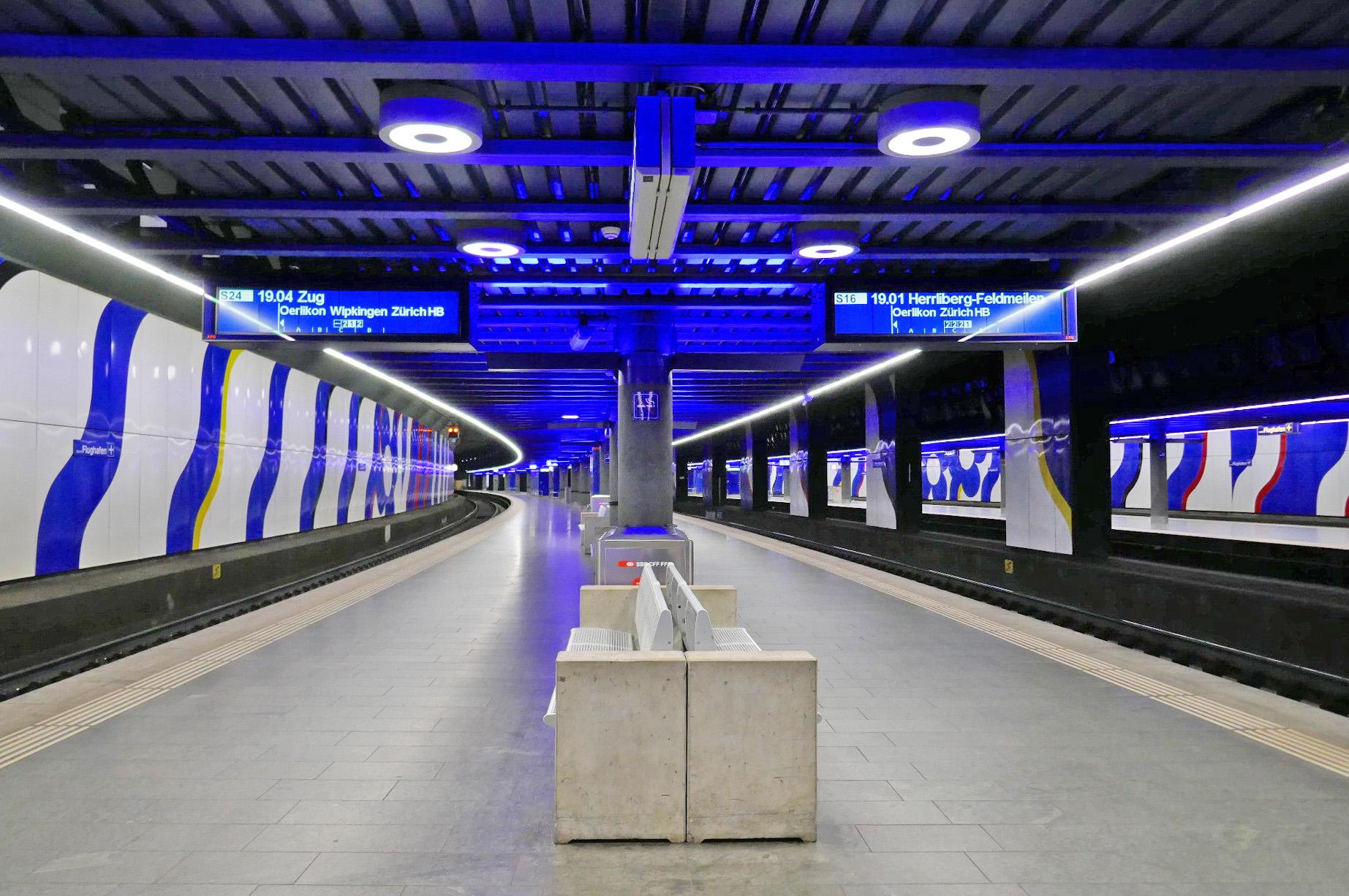
Le quai donnant accès aux trains s'arrêtant sur les voies 3 et 4.

Gare souterraine des CFF, elle dispose d'un guichet de vente ainsi que de distributeurs automatiques de titres de transport ainsi que de petits commerces. À proximité de la gare se trouvent un parc relais pour le stationnement des automobiles. 
La gare est entièrement accessible aux personnes à mobilité réduite. 

### Desserte

#### Trafic grandes lignes
S'agissant du trafic national, Zurich Aéroport voit s'arrêter 6,5 trains grandes lignes par heure et sens. L'EuroCity reliant la gare centrale de Zurich à la gare centrale de Munich circule toutes les deux heures en alternance avec l'5 alors prolongé de Zurich à la gare de Saint-Gall dans le même sillon. Juste derrière circule chaque heure l'8 reliant le canton du Valais à Romanshorn via Berne. À environ une demi-heure de décalage s'arrête chaque heure l'1 qui relie l'aéroport international de Genève à Saint-Gall en desservant davantage de gares que l'5 entre Winterthour et son terminus saint-gallois.
S'agissant du trafic InterRegio, Zurich Aéroport est desservie chaque heure par l'13 reliant Zurich à Coire via Saint-Gall et Sargans, l'36 en direction de Brugg et Bâle ainsi que l'75 reliant Lucerne à Constance via Zurich. 
En résumé, la gare est donc desservie par les lignes suivantes : 
- Zurich – Zurich Aéroport – Winterthour – Saint-Gall – Sankt Margrethen – Brégence – Lindau-Reutin – Memmingen – Buchloe – Gare centrale de Munich
- 1 Genève-Aéroport – Genève-Cornavin – Renens – Lausanne  – Fribourg – Berne – Gare centrale de Zurich – Zurich Oerlikon – Zurich Aéroport – Winterthour – Wil – Uzwil – Flawil – Gossau – Saint-Gall
- 5 Lausanne – Renens – Yverdon-les-Bains – Neuchâtel – Bienne (– Grenchen Sud) – Soleure (– Oensingen) – Olten – Gare centrale de Zurich – Zurich Aéroport – Winterthour – Saint-Gall (– Rorschach)
- 8 Romanshorn – Amriswil – Weinfelden – Frauenfeld – Winterthour – Zurich Aéroport – Gare centrale de Zurich - Berne – Thoune – Spiez – Viège – Brigue
- 13 Gare centrale de Zurich – Saint-Gall – Sankt Margrethen – Sargans – Landquart – Coire
- 36 Bâle CFF – Brugg – Gare centrale de Zurich – Zurich Aéroport
- 75 Lucerne – Rotkreuz – Zoug – Baar – Thalwil – Gare centrale de Zurich – Winterthour – Constance

#### S-Bahn Zurich
La gare de Zurich Aéroport fait partie du réseau express régional zurichois, assurant des liaisons rapides à fréquence élevée dans l'ensemble du canton de Zurich. Elle est, à ce titre, desservie chaque heure.
Elle est ainsi desservie par six trains par heure et par sens dont quatre effectuant leur terminus à Zurich Aéroport. Chacune des trois lignes suivantes circule toutes les demi-heures :
- S 2 Zurich Aéroport – Gare centrale de Zurich – Pfäffikon SZ – Ziegelbrücke (– Unterterzen)
- S 16 Zurich Aéroport – Gare centrale de Zurich – Herrliberg-Feldmeilen (– Meilen)
- S 24 Thayngen – Schaffhausen/Weinfelden – Winterthour – Zurich Aéroport – Gare centrale de Zurich – Thalwil – Horgen Oberdorf – Zoug

### Intermodalité
La gare de Zurich Aéroport est en correspondance avec de nombreuses lignes d'autobus urbaines et interurbaines au niveau de l'arrêt Zürich Flughafen, Bahnhof. L'opérateur VBG exploite les lignes 12 vers la gare de Stettbach, 759 vers Wangen-Brüttisellen et 765 vers la gare de Dietikon. De plus, CarPostal assure les lignes 510 vers les gares d'Oberglatt ZH et Kaiserstuhl AG, 520 vers la gare d'Embrach-Rorbas, 521 vers Embrach et Freienstein-Teufen, 524 vers Oberembrach, 530 et 531 vers Winkel et Bülach,, 734 vers Kloten et Egetswil ainsi que la ligne nocturne N52 en direction de Freienstein-Teufen. 
La gare de Zurich Aéroport est également en correspondance avec des lignes d'autocars nationales au niveau de l'arrêt Zürich Flughafen, Carterminal. Ainsi, l'opérateur VBL fait circuler des autocars sur la ligne 61 au départ de Beckenried et Kriens.